# 밀양 단장면 허씨고가
밀양 단장면 허씨고가(密陽 丹場面 許氏古家)는 대한민국 경상남도 밀양시 단장면 단장리에 있는 건축물이다. 1985년 1월 23일 경상남도의 문화재자료 제110호로 지정되었다.

## 개요
조선 후기에 지은 집으로 안채와 사랑채, 사당과 창고 등으로 구성되어 있다. 학자 허채가 고종 27년(1890) 김해에서 단장으로 이사하면서 지은 것인데, 근대 유학자 허석과 허섭 등을 낳은 유서 깊은 곳이다.

## 참고 문헌
- 밀양단장면허씨고가 - 국가유산청 국가유산포털